# Nuovi eroi (programma televisivo)
Nuovi eroi è un programma televisivo italiano prodotto da Stand by me e trasmesso su Rai 3.

## Il programma
Il programma, narrato da Veronica Pivetti, racconta storie di persone che hanno compiuto grandi imprese per la popolazione italiana, seppur con grande difficoltà. Tutti i protagonisti delle puntate hanno ricevuto un'onorificenza dal presidente della Repubblica Sergio Mattarella. Il format vede, infatti, la collaborazione con la Presidenza della Repubblica.

## Edizioni
| Edizione | Titolo           | Inizio           | Fine             | Puntate |
| -------- | ---------------- | ---------------- | ---------------- | ------- |
| 1ª       | Nuovi eroi       | 7 gennaio 2019   | 15 febbraio 2019 | 29      |
| 2ª       | Nuovi eroi       | 13 gennaio 2020  | 21 febbraio 2020 | 30      |
| 3ª       | Nuovi eroi       | 10 maggio 2021   | 23 giugno 2021   | 30      |
| 4ª       | Nuovi eroi       | 28 novembre 2022 | 6 gennaio 2023   | 30      |
| 5ª       | Nuovi eroi       | 6 novembre 2023  | 15 dicembre 2023 | 30      |
| 6ª       | Nuovi eroi       | 11 novembre 2024 | 13 dicembre 2024 | 25      |
| 6ª       | Nuovi eroi Young | 19 novembre 2024 | 14 dicembre 2024 | 5       |